# John Acquaviva
John Acquaviva   (Orsara di Puglia, 19 de novembre de 1963) és un discjòquei, productor i empresari musical canadenc d'origen italià. Després d'haver format part del circuit internacional de DJ des de la fundació de Plus 8 Records el 1990, Acquaviva va assolir el seu cim comercial el 2006 quan va arribar al número 22 de la llista de DJ Mag.

## Trajectòria
Acquaviva va començar la seva carrera artística a la ciutat de Detroit on va actuar amb el nom de J'acquaviva+8. Allà conèixer Richie Hawtin a la discoteca The Shelter. El 1989, Acquaviva i Hawtin van fundar el que es convertiria en un dels segells més coneguts i influents del món, Plus 8 Records, que va situar John Acquaviva i Richie Hawtin a l'avantguarda del moviment internacional de la música electrònica i la «cultura de club». El maig de 1990 van publicar els primers discos del segell, Elements of Tone i We Shall Overcome.
El 1993, Acquaviva i Hawtin també van fundar Definitive Recordings. Acquaviva va ser un dels músics que es va adonar i va abraçar la revolució digital de la música electrònica el 2000 defensant Final Scratch, un programari que permet punxar temes en format mp3 a través dels plats, com si es tractés de vinils convencionals. Després d'aquest èxit, Acquaviva va fer un pas més i va fundar Beatport, la botiga en línia de música de ball més gran del món.